# Papa Topo
Papa Topo es un grupo de música español formado en 2008  en Binisalem por Adrián Arbona Orero. Actualmente son un cuarteto formado por Adrián Arbona Orero, Óscar Huerta Plaza, Julia Fandos Berenguer y Sonia Montoya Barberà. Desde sus inicios, han actuado en numerosos conciertos nacionales e internacionales en España, Reino Unido, Estados Unidos, Portugal y más recientemente México, Argentina y Chile. 

## Historia
El grupo fue fundado en solitario por Adrià Arbona Orero, compositor de las canciones, en 2008. A principios de 2009 se incorporó Paulita Demaiz como vocalista, cuyo actual nombre artístico es Pau de Dau. El primer sencillo publicado por Papa Topo contó con la colaboración de Guille Milkyway, que además de producir sobre la grabación original de Alberto Lozano de sus canciones "Oso Panda" y "Lo que me gusta del verano es poder tomar helado", aportó dos remezclas de la primera de ellas. Editado en edición limitada en vinilo por Elefant dentro de la colección New adventures in pop, salió a la venta en febrero de 2010. Poco tiempo después, el grupo publicó su segundo EP, "La Chica Vampira", con el que experimentaron con un sonido más cercano al punk, el shoegaze y la canción española. En 2012, el grupo publicó "Rotación y translación", un mini LP de 6 canciones. En el mismo año, tras la mudanza de Adrià a Barcelona, Paula decidió abandonar la formación, a la que se incorporaron a su vez Oscar Huerta Plaza, Júlia Fandos Berenguer y Sònia Montoya Barberà. 
Finalmente, en 2016 el grupo presenta su primer LP de 14 canciones, “Ópalo Negro”. Empezando por el folk delicado cantado en catalán y acabando con el bolero y la música clásica, pasando por el punk, la música disco o de la movida madrileña, "Ópalo Negro” es un disco en el que se hace gala de la maestría y el eclecticismo musical del conjunto.

## Miembros
- Adrià Arbona Orero: composición, teclados y voz.
- Júlia Fandos Berenguer: flauta travesera, pandereta y voz.
- Oscar Huerta Plaza: guitarras y coros.
- Sònia Montoya Barberà: bajo y coros.

### Miembros anteriores
- Paulita Demaiz (Paula Franco): voz, guitarra eléctrica y pandereta.
- Omar Ballester: batería.
- Ferran Puig Bosch: trombón, coros, segunda guitarra.

## Discografía

### LP
- 2016: "Ópalo Negro" (Elefant Records).

1. "Obertura (instrumental)"
2. "Ópalo Negro"
3. "Chico de Plutón"
4. "Davall ses flors des taronger"
5. "Enero"
6. "Akelarre en mi salón"
7. "Sangre en los zapatos (mi amor)"
8. "Lágrimas de cocodrilo"
9. "Atormentada"
10. "Je suis un monstre"
11. "El balcón"
12. "Meteoritos en Hawaii"
13. "Quédate cerca de mi"
14. "Joana"

### Sencillos
- 2010: "Oso Panda" (Elefant Records).

1. "Oso Panda"
2. "Lo que me gusta del verano es poder tomar helado"
3. "Oso Panda" (Switched on Nashville Milkyway remix)
4. "Oso Panda" (Switched on Nashville Milkyway remix, instrumental)

- 2011: "La Chica Vampira" (Elefant Records).

1. "La chica Vampira"
2. "Capuchas de lluvia"

- 2013: "Sangre en los zapatos (mi amor)" (Elefant Records).

1. "Sangre en los zapatos (mi amor)"
2. "Meteoritos en Hawaii"
3. "Milano"
4. "Diumenge"

### Mini LP
- 2012: "Rotación y traslación" (Elefant Records).

1. "En un momento"
2. "Robot"
3. "Roselles i esbarzers"
4. "Acomodador"
5. "Siesta"
6. "Sanguijuela"

### Otros temas
- 2014: "Chico de Plutón" (Minimúsica Vol. 4, La Educación) (Sones)
- 2014: "Su mal humor" (Homenaje a Family) (Elefant Records).